# 蒋希伟
蒋希伟（1962年9月13日—），男，中华人民共和国传媒人物，曾任中央广播电视总台党组成员、副台长。

## 生平
1979年考入江西财经学院工业会计专业。曾任中共中央宣传部财务局副局长、办公厅副主任，中央文明办秘书组组长、秘书局局长，中共中央宣传部办公厅主任。2020年4月，任中央广播电视总台副台长。2021年6月5日，任北京2022年冬奥会和冬残奥会组织委员会副主席。
2023年2月5日，不再担任中央广播电视总台副台长职务。